# リマ日本人学校
リマ日本人学校（スペイン語: ASOCIACION "ACADEMIA DE CULTURA JAPONESA" ）は、ペルー共和国リマにある、ペルー在住日本人のための初等、中等（中学校）教育を行う日本人学校 である。

## 創立
1969（S44）年4月27日、「リマ日本語講習会」の名称のもとにペルー国リマ市で開校式が行われ、それを契機に学校運営委員会とPTAの発足をみた。また、1971（S46）1月には、「リマ日本人学校」と呼称することになった。
　しかしながら、ペルー国文部省の学校教育法規のもとでは、日本からの進出企業・団体・当国にある機関などに勤務する日本人駐在者の子女教育のために設立された日本人学校が、外国人学校としての法的地位を認められることは不可能な状況であった。そこで、日本人関係者を会員とする社団法人「日本文化協会」（Asociacion "Academia de Cultura Japonesa"）が設立され、その文化事業活動の主目的である日本語教育を行うための学園という形で、1971（S46）年6月、当国文化庁（Instituto Nacional de Cultula）(現、文化省(Ministerio de Cultura))の認可を得た。

## 沿革
- 1965年　ブラント協会、吉田方明の自宅にて学習会開始
- 1967年　「在リマ日本人子弟教育父母の会」結成、日秘文化会館に学習場を移転
- 1969年　日本国外務省より斎藤敬郎校長･斎藤芳子教諭派遣「リマ日本語講習会」の名称で開校 第1回卒業式挙行
- 1971年　校名を「リマ日本人学校」と決定。ペルー政府文化庁から“ASOCIACION”として認可
- 1972年　開校3周年記念式典挙行、校歌制定
- 1974年　ペルー大地震（震度6）発生、午後休校
- 1975年　リマ市暴動発生（戒厳令・非常事態宣言発令、3日間休校）、インカ創刊号発行
- 1978年　日本国文部省より教育視察団来校　開校10周年記念式典、記念誌「アンデス」発行、校旗、校章制定
- 1982年　鈴木善幸首相本校視察
- 1985年　新校舎落成記念祝賀会
- 1986年　防球ネット･体育館ステージ設備完成
- 1987年　監視塔設置（屋上･校庭隅）
- 1988年　開校20周年記念式典、記念誌「アンデス」発行
- 1990年　社会科副読本「コノスカモスペルー」作成　　　中庭に屋外遊具（ブランコ等）設置
- 1991年　テロ活動激化のため、3段階フレックスタイム制採用　　校庭金網増設、鉄柵門設置
- 1995年　フレックスタイム制廃止
- 1997年　MRTA日本大使館公邸人質占拠事件発生、3週間臨時休校　　バレーボール･テニスコート完成
- 1998年　開校30周年記念式典
- 1999年　日本人ペルー移住100周年記念式典参加
- 2000年　インターネットの本校ホームページ開設　　　中南米校長会リマ市にて開催
- 2001年　体育館付帯設備改修
- 2002年　プール関連施設改修工事完成
- 2003年　管理棟補強工事完成
- 2005年　フェンス嵩上げ工事・飛散防止フィルム貼り付け工事実施（海外子女教育振興財団安全対策援助事業）
- 2006年　校門外駐車帯舗装工事完成　　　プールサイド改修工事完成
- 2008年　開校40周年式典　　40周年記念誌「アンデス」発刊
- 2011年　教室棟・管理棟・体育館内部補修工事完成
- 2014年　秋篠宮・同妃が来秘、歓迎行事に参加　　ホームページ全面改訂
- 2015年　フェンス安全強化工事実施（海外子女教育振興財団安全対策援助事業）
- 2016年　 水落文科副大臣来校　内閣総理大臣安倍晋三来秘　歓迎式典参加　APECの影響による臨時休校（2日間）
- 2017年　 スクールバス2台を業者委託に変更
- 2018年　監視カメラ・モニター・緊急スピーカー・防御鉄扉・監視台照明・Wi-Fi設備の設置　開校50周年記念式典　スクールバス無線搭載　プール横境界壁耐震補強工事
- 2019年　眞子内親王が来秘(ペルー移民120周年記念行事に参加)　児童生徒机椅子新規購入、各教室大型テレビ設置
- 2020年　ペルー政府　新型コロナウィルス緊急事態宣言発令　オンライン授業開始
- 2021年 ホームページ 改訂
- 2022年  コロナウイルス対応によるオンライン授業が終わり、通学での授業開始
- 2023年　佳子内親王が来秘(日秘外交関係樹立150周年記念行事に参加)

## 出身の著名人
- 小池知己[2] 元Jリーガー。
- 佐藤尚[3] 風景写真家。
- 品川亮 [4]文筆家/翻訳家/映像作家。